# Adachi to Shimamura
Adachi to Shimamura (安達としまむら?  lit. Adachi y Shimamura), es una serie de novelas ligeras japonesas escritas por Hitoma Iruma e ilustradas por Non. Comenzó su serialización en octubre de 2012 en la revista Dengeki Bunko Magazine de ASCII Media Works y publicadas bajo el sello Dengeki Bunko. Ha sido adaptada a dos series de manga y una adaptación al anime de Tezuka Productions, contó con 12 capítulos, los cuales se transmitieron del 8 de octubre al 24 de diciembre de 2020.
El artista Mani fue el encargado de dibujar una adaptación al manga que constó de tres volúmenes  los cuales se publicaron en el sitio web Gangan Online de Square Enix de 2016 a 2017.
Aunque Dengeki Bunko es un sello editorial principalmente conocido por publicar novelas ligeras dirigidas a un público masculino joven (shōnen o seinen), como Sword Art Online, Toradora! o Accel World, no todas sus obras siguen esta demografía.
En el caso de Adachi to Shimamura, a pesar de haber sido publicado bajo el sello Dengeki Bunko, su contenido y orientación están dirigidos principalmente a un público femenino.
Esto se confirma por varios factores:
- La fuente original japonesa, el propio Dengeki Bunko Magazine donde comenzó la serialización, indicó en sus notas promocionales iniciales que la obra estaba dirigida a un público femenino. En Japón, las revistas y sellos editoriales manejan de forma clara la demografía objetivo de sus obras, y en este caso estaba categorizada para chicas jóvenes.
- El contenido de la obra: una historia de amor y autodescubrimiento entre dos chicas, narrada con un tono introspectivo, sentimental y de recuentos de vida (iyashikei), característico de obras destinadas a lectoras jóvenes.
- Declaraciones del autor Hitoma Iruma en entrevistas, donde explicó que escribió la historia con el objetivo de transmitir emociones reales más que enfocarse en el fanservice.
- Bases de datos reconocidas como MangaUpdates, MyAnimeList y AniList describen la obra como un romance yuri emocional, alejado de las convenciones del yuri dirigido a público masculino.

Por lo tanto, aunque Adachi to Shimamura fue publicado bajo un sello tradicionalmente asociado al público masculino, su demografía objetivo es claramente femenina.

## Sinopsis
Adachi pasa sus días escolares saltándose clases hasta que conoce a su compañera delincuente Shimamura, y las dos se hacen amigas rápidamente. Dejar la clase juntas profundiza su amistad, pero pronto florecen emociones inesperadas. A medida que la incomodidad y la confusión se instalan, las dos chicas viajan por este mar de emociones mientras aprenden sobre los sentimientos de la otra.

## Personajes
Sakura Adachi (安達 桜 Adachi Sakura?)
 Seiyū: Akari Kitō, Casandra Acevedo (español latino)
Una estudiante de primer año de secundaria que a menudo falta a clases. Una hermosa chica de figura esbelta y cabello negro, trabaja medio tiempo en un restaurante chino. Adachi es una persona profundamente introvertida que generalmente evita las relaciones con los demás, ya que considera que son una carga importante. Esto cambia cuando conoce a Shimamura, quien también falta a clases, en el segundo piso del gimnasio. Tiene sentimientos románticos por Shimamura y siente celos intensos hacia otras chicas que interactúan con ella.
Hougetsu Shimamura (島村 抱月 Shimamura Hougetsu?)
 Seiyū: Miku Itō, Montserrat Aguilar (español latino)
Un estudiante de primer año de secundaria que tiende a faltar a clases, aunque no tanto como Adachi. Su cabello es de color castaño claro y tiene una personalidad inocente. Aunque piensa que socializar es problemático, tiene talento para cuidar de los demás. Durante unas vacaciones de verano en su segundo año de escuela secundaria, Adachi le confiesa a Shimamura en un festival de verano y elige aceptar sus sentimientos, convirtiéndose así en su novia.
Akira Hino (日野 晶 Hino Akira?)
 Seiyū: Manami Numakura, Leslie Gil (español latino)
La hija menor de una familia rica con cuatro hermanos mayores; una chica frívola, de baja estatura y cabello negro. No está acostumbrada a la atmósfera refinada del hogar, a menudo se queda en la casa de Nagafuji. Se hizo amiga de Shimamura en la escuela secundaria.
Taeko Nagafuji (永藤 妙子 Nagafuji Taeko?)
 Seiyū: Reina Ueda, Fernanda Robles (español latino)
Una chica de secundaria tan alta como Shimamura con grandes pechos y gafas. Su preocupación reciente está siendo observada por los chicos. Ella es un poco descuidada y siempre se burla de Hino. Ha sido amiga de Hino desde el jardín de infancia.
Yashiro Chikama (知我麻 社 Chikama Yashiro?)
 Seiyū: Iori Saeki, Desireé González (español latino)
Una alienígena autoproclamada del futuro que viene a la Tierra en busca de su compatriota perdido del espacio. Parece una niña de escuela primaria, pero dice tener alrededor de 670 años. Le gusta Shimamura y, a menudo, juega con la hermana menor de Shimamura en casa. Suele deambular por la ciudad.
Tarumi (樽見?)
 Seiyū: Ai Kayano, Amanda Hinojosa (español latino)
La mejor amiga de Shimamura en la escuela primaria. Ella y Shimamura se llamaban "Shima-chan" y "Taru-chan", pero se distanciaron como resultado de asistir a diferentes escuelas secundarias. Las dos se reencuentran en el invierno de su primer año de secundaria con la esperanza de reiniciar su amistad. Tiene reputación de delincuente porque a menudo faltaba a la escuela y deambulaba por la escuela secundaria. Los esfuerzos de Tarumi por reavivar su amistad con Shimamura molestaron a Adachi, encendiendo sentimientos extremos de celos cuando los ve juntos.

## Contenido de la obra

### Novelas ligeras
La serie original de novelas ligeras, escrita por Hitoma Iruma e ilustrada por Non, se serializó por primera vez en Dengeki Bunko Magazine de ASCII Media Works en octubre de 2012. ASCII Media Works comenzó a publicar la serie bajo su sello Dengeki Bunko desde el 10 de marzo de 2013, con 12 volúmenes publicados hasta el 8 de noviembre de 2024.
| N.º  | Fecha de lanzamiento     | ISBN original          |
| ---- | ------------------------ | ---------------------- |
| 1    | 10 de marzo de 2013      | ISBN 978-4-04-891421-5 |
| 2    | 10 de septiembre de 2013 | ISBN 978-4-04-891960-9 |
| 3    | 9 de agosto de 2014      | ISBN 978-4-04-866777-7 |
| 4    | 9 de mayo de 2015        | ISBN 978-4-04-865115-8 |
| 5    | 10 de noviembre de 2015  | ISBN 978-4-04-865505-7 |
| 6    | 10 de mayo de 2016       | ISBN 978-4-04-865946-8 |
| 7    | 10 de noviembre de 2016  | ISBN 978-4-04-892517-4 |
| 8    | 10 de mayo de 2019       | ISBN 978-4-04-912383-8 |
| 9    | 10 de octubre de 2020    | ISBN 978-4-04-913128-4 |
| 10   | 10 de septiembre de 2021 | ISBN 978-4-04-913998-3 |
| 11   | 9 de diciembre de 2022   | ISBN 978-4-04-914689-9 |
| SS   | 10 de noviembre de 2023  | ISBN 978-4-04-915346-0 |
| 99.9 | 10 de noviembre de 2023  | ISBN 978-4-04-915347-7 |
| 12   | 8 de noviembre de 2024   | ISBN 978-4-04-915981-3 |
| SS2  | 8 de noviembre de 2024   | ISBN 978-4-04-915982-0 |

### Manga
Una adaptación al manga ilustrada por Mani fue publicada en línea a través del sitio web Gangan Online de Square Enix del 4 de abril de 2016 hasta el 22 de diciembre de 2017. Fue recopilado en tres volúmenes tankōbon. Una segunda adaptación al manga con arte de Moke Yuzuhara comenzó la serialización en la revista mensual Dengeki Daioh de ASCII Media Works el 25 de mayo de 2019.
Serie de 2016
| N.º | Fecha de lanzamiento    | ISBN original          |
| --- | ----------------------- | ---------------------- |
| 1   | 22 de diciembre de 2016 | ISBN 978-4-7575-5188-6 |
| 2   | 9 de junio de 2017      | ISBN 978-4-7575-5346-0 |
| 3   | 22 de diciembre de 2017 | ISBN 978-4-7575-5523-5 |

Serie de 2019
| N.º | Fecha de lanzamiento    | ISBN original          |
| --- | ----------------------- | ---------------------- |
| 1   | 27 de noviembre de 2019 | ISBN 978-4-04-912870-3 |
| 2   | 10 de octubre de 2020   | ISBN 978-4-04-913482-7 |
| 3   | 27 de mayo de 2021      | ISBN 978-4-04-913811-5 |
| 4   | 26 de febrero de 2022   | ISBN 978-4-04-914265-5 |
| 5   | 27 de junio de 2023     | ISBN 978-4-04-915103-9 |
| 6   | 26 de julio de 2024     | ISBN 978-4-04-915842-7 |
| 7   | 27 de junio de 2025     | ISBN 978-4-04-916450-3 |

### Anime
El 6 de mayo de 2019 se anunció una adaptación al anime. La serie será animada por Tezuka Productions y dirigida por Satoshi Kuwabara, con guion de Keiichirō Ōchi y Shizue Kaneko diseñando los personajes. El tema de apertura es "Kimi ni Aeta Hi" (君 に 会 え た 日) interpretado por Akari Kitō y Miku Itō como sus respectivos personajes, mientras que el tema final es "Kimi no Tonari de" (キ ミ の と な りで) realizado por Akari Kitō. Se estrenó en 2020 en TBS. Funimation obtuvo la licencia en América del Norte y las islas británicas, y en AnimeLab en Australia y Nueva Zelanda. Tras la adquisición de Crunchyroll por parte de Sony, la serie se trasladó a Crunchyroll obteniendo la licencia de la serie fuera de Asia.
El 1 de septiembre de 2021, Funimation anunció que la serie recibió un doblaje en español latino, que se estrenó el 23 de septiembre. Tras la adquisición de Crunchyroll por parte de Sony, el doblaje se trasladó a Crunchyroll. 
| N.º | Título | Fecha de emisión original |
| --- | --- | ------------------------- |
| 1   | «Jugando ping-pong con uniformes» «Seifuku Pinpon (制服ピンポン)»                                                                  | 8 de octubre de 2020      |
| 2   | «Adachi se pregunta» «Adachi Kuesuchon (安達クエスチョン)»                                                                         | 15 de octubre de 2020     |
| 3   | «Triángulo isósceles» «Nitōhen Toraianguru (二等辺トライアングル)»                                                                 | 22 de octubre de 2020     |
| 4   | «Chicas de paseo» «Joshikōsei Horidei (女子高生ホリデイ)»                                                                          | 29 de octubre de 2020     |
| 5   | «La pregunta de Adachi» «Adachizu Q (アダチズQ)»                                                                                   | 5 de noviembre de 2020    |
| 6   | «Álbum blanco» «Howaito Arubamu (ホワイト・アルバム)»                                                                              | 12 de noviembre de 2020   |
| 7   | «Por favor elije el mejor chocolate para mi» «Watashi ni Fusawashii Choko o Kimete Kudasai (私に相応しいチョコを決めてください)»   | 19 de noviembre de 2020   |
| 8   | «Espinas de una vieja rosa girando el pasado» «Kako o Tsumugu Ibara Ōrudo Rōzu (過去を紡ぐ茨 オールドローズ)»                      | 26 de noviembre de 2020   |
| 9   | «El amor maravilloso que abraza a nuestra madre» «Soshite Seibo o Hōyō Suru Ai Marīgōrudo (そして聖母を抱擁する愛 マリーゴールド)» | 3 de diciembre de 2020    |
| 10  | «Flores de cerezo y primavera, primavera y luna» «Sakura to Haru to Haru to Tsuki to (桜と春と 春と月と)»                          | 10 de diciembre de 2020   |
| 11  | «Luna y determinación, determinación y amigas» «Tsuki to Ketsui to Ketsui to Tomo to (月と決意と 決意と友と)»                      | 17 de diciembre de 2020   |
| 12  | «Amigas y amor, amor y flores de cerezo» «Tomo to Ai to Ai to Sakura to (友と愛と 愛と桜と)»                                       | 24 de diciembre de 2020   |